# Bandera de Plencia

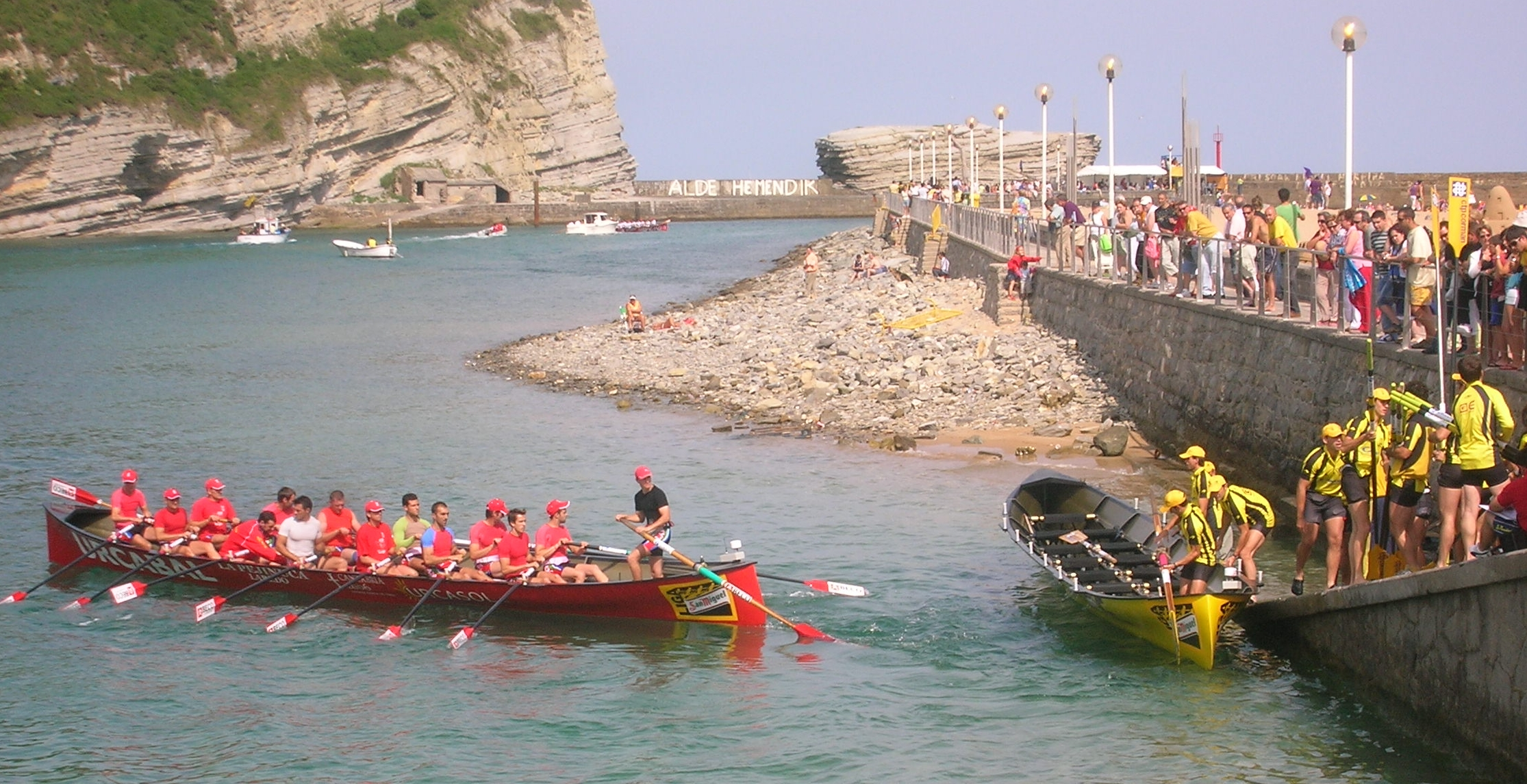
Traineras de Laredo y Orio en la ría de Plencia el día de la XIX Bandera de Plentzia y la I Bandera Bahía de Plentzia, el 22 de julio de 2007.

La Bandera de Plencia es el premio de una regata que se celebra desde 1987, organizada en la bahía de Plencia , frente a las playas de Plencia y Gorliz.

## Historia

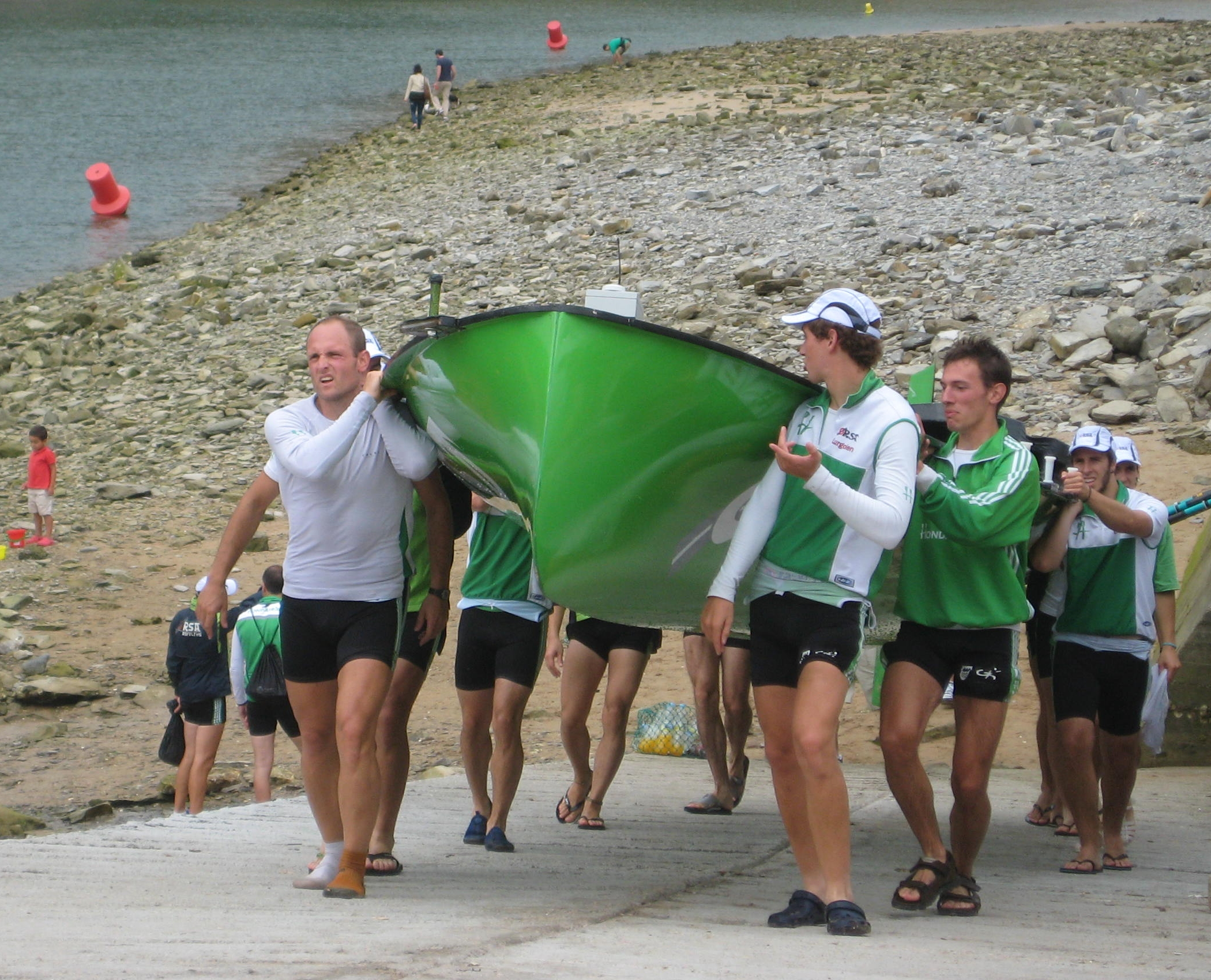
Remeros de Fuenterrabía sacan su trainera de la ría el 15 de agosto de 2011, día de la XXIII Bandera de Plencia.

En 1991 se pasa a llamar Bandera Villa de Plencia y consistió en una travesía contrarreloj entre Arminza y Plencia. Fue homenaje de igual manera del patrón de Arkote , Íñigo Díaz, ahogado en 1990 en Pedernales. En 1992 se suspendió la travesía y se celebró una contrarreloj con salida y llegada en la ría, frente a Txurrua y ciaboga en más lejos de la peña de San Valentín.

## Palmarés
| Edición | Año  | Ganador          | Segundo          | Tercero            |
| I       | 1987 | Kaiku            | Santurce         | Algorta            |
| II      | 1988 | Mundaca          | Deusto           | Arkote             |
| III     | 1989 | Ciérvana         | Arkote           | Bermeo             |
| IV      | 1990 | San Juan         | Arkote           | Portugalete-Deusto |
| V       | 1991 | San Juan         | Orio             | Kaiku              |
| VI      | 1992 | Fuenterrabía     | Donibaneko       | Orio               |
| VII     | 1993 | C. Santander     | Donibaneko       | Kaiku              |
| VIII    | 1996 | Illunbe          | Raspas           | Camargo            |
| IX      | 1997 | --               | --               | --                 |
| X       | 1998 | Pedreña          | --               | --                 |
| XI      | 1999 | Urdaibai         | --               | --                 |
| XII     | 2000 | Urdaibai         | --               | --                 |
| XIII    | 2001 | --               | --               | --                 |
| XIV     | 2002 | Urdaibai         | --               | --                 |
| XV      | 2003 | Ur-Kirolak       | Elantxobe-Arkote | Luchana            |
| XVI     | 2004 | --               | --               | --                 |
| XVII    | 2005 | Astillero        | Hondarribia      | Orio               |
| XVIII   | 2006 | Fuenterrabía     | Castro           | Arkote             |
| XIX     | 2007 | Urdaibai         | Fuenterrabía     | Orio               |
| XX      | 2008 | Castro           | San Pedro        | Urdaibai           |
| XXI     | 2009 | Castro           | San Pedro        | Orio               |
| XXII    | 2010 | Isuntza          | Camargo          | Santurce           |
| XXIII   | 2011 | Ciérvana         | Portugalete      | Zarauz             |
| XXIV    | 2012 | Trintxerpe       | Orio "B"         | Donostiarra "B"    |
| XXV     | 2013 | San Pedro B      | Arkote           | Deusto             |
| XXVI    | 2014 | Zarautz          | Deusto-Bilbao    | Zumaia "B"         |
| XXVII   | 2015 | Fuenterrabía "B" | Hibaika          | Castro             |
| XXVIII  | 2016 | Arkote           | Hibaika          | Bermeo-Mundaka     |